# Ivysaur
Ivysaur (Japans: フシギソウ/Fushigisō) is een fictief wezen uit de Pokémon-spelwereld. Het is een gras- en giftype. Ivysaurs naam is een samenstelling van "ivy" (Hedera), en "saur" (dat uit dinosaurus wordt afgeleid).

## Uiterlijk
Ivysaur is een blauw-groene, viervoetige Pokémon met donkerblauwe vlekken. Hij heeft twee tanden. Zij ogen zijn rood, met zwarte pupillen en witte sclera. Op zijn rug zit een rode bloemknop. De bladeren zijn uitgevouwen, maar de bloem zelf is nog gesloten. Pas wanneer een Ivysaur naar Venusaur evolueert, zal de knop tot een volledige bloem uitgegroeid zijn.

## In-spel statistieken
Ivysaur is een Pokémon die evolueert van Bulbasaur op level 16. Ivysaur heeft betere statistieken dan Bulbasaur, maar zal minder snel aanvallen leren. Op zijn beurt zal Ivysaur naar Venusaur evolueren op level 32. 
Ivysaur is net als Charmeleon en Wartortle een starter Pokémon die je aan het begin van Pokémon Red, Green en Blue en Pokémon FireRed en LeafGreen kan kiezen.

## Ruilkaartenspel
Er bestaan zestien standaard Ivysaur kaarten, waarvan er twee enkel in Japan zijn uitgebracht. Verder bestaat er nog een Erika's Ivysaur kaart en een Dark Ivysaur kaart. Al deze kaarten hebben het type Grass als element.

## Andere verschijningen
Ivysaur verscheen samen met Squirtle en Charizard ook in de Super Smash Bros serie, in Super Smash Bros. Brawl en Super Smash Bros. Ultimate. Hier worden ze door de Pokémon Trainer Red, en later in Super Smash Bros. Ultimate ook door Green gestuurd, die op de achtergrond van het gevecht commando's geven.